# Blai Guiu
|  | «Blai Guiu» redirigeix aquí. Vegeu-ne altres significats a «Blai Guiu (desambiguació)». |

Blai Guiu fou un pintor català del renaixement, actiu al segle xvi a Lleida, Tortosa, Alcanyís i Balaguer. Documentat només a Lleida i Tortosa, l'atribució recent de les obres d'Alcanyís i Balaguer explica que hagi estat conegut també com el Mestre de Balaguer o el Mestre d'Alcanyís abans de la seva identificació.

## Identificació
A la catedral de Tortosa se'n conserven dues taules –reutilitzades per a elaborar un retaule dedicat a Sant Josep– que han ajudat a identificar-lo, per la semblança extraordinària que tenen amb les taules de Balaguer, amb analogies i repeticions exactes, així com en els pigments, la tècnica, les composicions, les figures, els drapejats, i les cares, entre més elements.